# Schweckhausen
Schweckhausen ist ein Stadtteil von Willebadessen im Kreis Höxter, Nordrhein-Westfalen.

## Geschichte
Schweckhausen gehörte bis zu den Napoleonischen Kriegen zur Landvogtei Peckelsheim im Hochstift Paderborn. Von 1807 bis 1813 gehörte der Ort zum Kanton Peckelsheim im Departement der Fulda des Königreichs Westphalen. 1816 kam Schweckhausen zum neuen Kreis Warburg in der preußischen Provinz Westfalen, in dem die Gemeinde zum Amt Peckelsheim gehörte. 
Am 1. Januar 1975 wurde Schweckhausen durch das Sauerland/Paderborn-Gesetz in die Stadt Willebadessen eingemeindet, die gleichzeitig in den Kreis Höxter wechselte.

## Bauwerke
In der Liste der Baudenkmäler in Willebadessen sind für Schweckhausen fünf Baudenkmale aufgeführt, darunter: 
- Schloss Schweckhausen wurde im 16. Jahrhundert im Stil der Weserrenaissance von der Familie von Spiegel errichtet. Zuvor stand an dieser Stelle ein Benediktinerkloster aus dem Jahr 1194. Die Anlage befindet sich im Privatbesitz und wird für Erholung und Freizeitgestaltung mit Pferden genutzt.